# 奥克塔维奥·帕斯

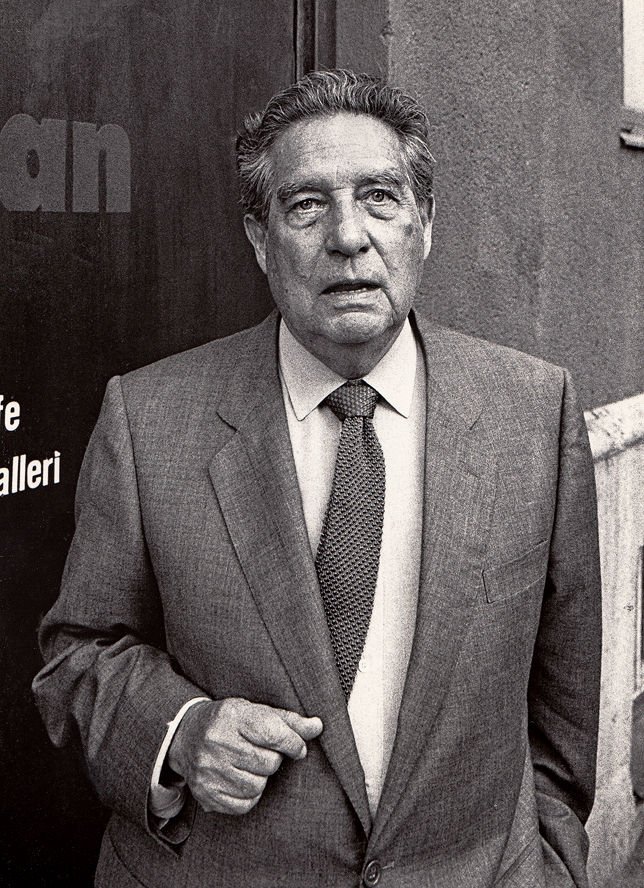
帕斯，1988年

奥克塔维奥·帕斯（1914年3月31日—1998年4月19日），是墨西哥優秀的詩人、學者、評論家、小說家、翻譯家、外交官，創作詩、隨筆、小說、政論雜文、文學評論。1914年3月31日在墨西哥首都墨西哥城出生，1998年4月20日在墨西哥首都墨西哥城逝世。
其卓越的詩歌創作，讓他於1981年得到西班牙語文學的最高榮譽塞万提斯奖，1990年成為第10位以西班牙語寫作的諾貝爾文學獎得主，也是西班牙语美洲第4位諾貝爾文學獎得主。之前3位来自西班牙语美洲的諾貝爾文學獎得主是1945年的加夫列拉·米斯特拉爾（智利，拉丁美洲惟一的女性諾貝爾文學獎得主）、1971年的巴勃羅·聶魯達（智利）、以及1982年的加西亚·马尔克斯（哥倫比亞）。
他繼承了優美的西班牙和拉丁美洲西班牙語詩歌傳統，在1971年的諾貝爾文學獎得主巴勃羅·聶魯達（智利）、1956年諾貝爾文學獎得主胡安·拉蒙·希梅内斯（西班牙）、秘魯詩人塞薩爾·巴列霍、智利詩人比森特·維多夫羅偉大的文學遺產基礎上發揚光大，《太陽石》被認為是他的得獎代表作品。

## 主要作品出版年表

### 詩
- 1958年 - Libertad bajo palabra
- 1962年 - Salamandra
- 1969年 - Ladera Este
- 1976年 - Vuelta
- 1987年 - Árbol Adentro
- Bajo el título El fuego de cada día el propio Paz recoge una significativa selección de su obra poética.

### 散文隨筆
- 1950年 - El laberinto de la soledad
- 1956年 - El Arco y la Lira
- 1957年 - Las peras del olmo
- 1965年 - Cuadrivio
- 1966年 - Puertas al Campo
- 1967年 - Corriente Alterna
- 1967年 - Claude Levi-Strauss o el nuevo festín de Esopo
- 1968年 - Marcel Duchamp o el castillo de la Pureza, con su reedición ampliada Apariencia desnuda (1973),
- 1969年 - Conjunciones y Disyunciones
- 1969年 - Postdata, continuación de "El Laberinto de la Soledad"
- 1973年 - El signo y el Garabato
- 1974年 - Los Hijos del Limo
- 1979年 - El Ogro Filantrópico
- 1979年 - In-mediaciones
- 1982年 - Sor Juana Ines de la Cruz o las trampas de la fe
- 1983年 - Tiempo Nublado
- 1983年 - Sombras de Obras
- 1984年 - Hombres en su Siglo
- 1990年 - Pequeña Crónica de Grandes Días
- 1990年 - La Otra Voz
- 1991年 - Convergencias
- 1992年 - Al Paso
- 1993年 - La Llama Doble
- 1994年 - Itinerario
- 1995年 - Vislumbres de la India

### 譯作
- En Versiones y diversiones Paz reunió sus traducciones poéticas. Tradujo Sendas de Oku, de Matsuo Basho (1957)

## 作品在台灣的出版
- 陳黎、張芬齡/編譯，《帕斯詩選》，台北市：書林，1991年。
- 朱景冬等人/譯、林盛彬/導讀，《太陽石》，台北市：桂冠，1994年。
- 歐塔維歐‧帕茲/著，蔡憫生/譯，《在印度的微光中：諾貝爾桂冠詩人帕茲的心靈之旅》，台北市：馬可孛羅文化、城邦文化，2000年。
- 李魁賢/譯，《帕斯/博普羅夫斯基》，台北縣新店市：桂冠，2002年。
- 蔣顯璟、真漫亞/譯，《雙重火焰：愛情與愛欲的幾何學》，台北市：邊城，2004年。
- 陳黎、張芬齡/譯，《拉丁美洲詩雙璧：《帕斯詩選》、聶魯達《疑問集》》，花蓮縣文化局，2005年。

## 作品在中国大陆的出版
- 《奥克塔维奥・帕斯诗选》，董继平/译，北方文艺出版社，1991年。
- 《太阳石》，朱景冬/译，漓江出版社，1992年。
- 《太阳石》，赵振江/译，花城出版社，1992年。
- 《双重火焰》，蒋显璟、真漫亚/译，东方出版社，1998年。
- 《奥克塔维奥・帕斯诗选》，朱景冬/译，河北教育出版社，2003年。
- 《帕斯选集》，赵振江/译，作家出版社，2006年。
- 《印度札记》，蔡悯生/译，南京大学出版社，2010年。
- 《弓与琴》，赵振江等/译，北京燕山出版社，2014年。
- 《孤独的迷宫》，王秋石等/译，北京燕山出版社，2014年。
- 《太阳石》，赵振江/译，北京燕山出版社，2014年。
- 《批评的激情》，赵振江/译，北京燕山出版社，2015年。